# Helenotamías
Helenotamías (Ἑλληνοταμίαι) era la denominación de unos magistrados de la Antigua Grecia, cuya función era la de tesoreros de la liga de Delos. En Atenas se elegían diez magistrados (uno por cada tribu) encargados de recibir las contribuciones de las polis aliadas. El primer registro escrito de esta magistratura es del año 477 a. C., cuando Atenas, como consecuencia de la conducta del general espartano Pausanias, obtuvo el liderazgo de la liga.

## Delos
El tributo pagado por las distintas polis, que se fijó inicialmente en 460 talentos, se depositaba inicialmente en Delos, lugar de reunión donde se discutían las cuestiones relativas a la Liga de Delos.
Los helenotamías no sólo recaudaban los fondos, sino que los custodiaban. Su función era llamada por Jenofonte hellenomieia (Ἑλληνομιεία).

## Atenas
La magistratura se mantuvo, aunque la tesorería, a propuesta de los samios, se transfirió a Atenas en el año 454-453 a. C.
Desde el 453 a. C. los aliados fueron acumulando ofrendas votivas a la tesorería del templo de Atenea en Delos; tales donaciones, que la asamblea de la liga había acordado destinar a los strategos en guerra, fueron usados para obras públicas, como la reconstrucción de la Acrópolis de Atenas.
En torno al 411 a. C., a un colegio de veinte helenotamías se le dio autoridad sobre la tesorería estatal de Atenas, así como la de la liga.
La magistratura de los helenotamías fue abolida al final de la guerra del Peloponeso, con la conquista de Atenas por los lacedemonios (404 a. C.), cuando la liga de Delos se disolvió.
El cargo no se retomó con la restauración de la democracia; por tal motivo hay escasa información sobre esta magistratura; y los historiadores han de reconstruir sus funciones y estructura mediante analogías y suposiciones. Philipp August Böckh, con fuentes epigráficas, decuce su número (diez) y que se extraerían de entre los pentacosiomedimnos, como ocurría con los tamías ("tesoreros de los otros dioses"); Böckh también concluye que tomaban posesión de su cargo en el mes de hecatombeón, o sea, al inicio del año ático, en la primera pritanía tras las Panateneas. En cuanto a su capacidad de decidir el destino de los fondos a ellos confiados, Böckh supone que tras una primera época en que los utilizaban únicamente para pagar los gastos de guerra de la coalición, los atenienses comenzaron a considerar tales fondos de su exclusiva propiedad, y los utilizaron para el teoricón y para gastos militares no pertinentes a la liga, alimentando el resentimiento de sus aliados.